# Anthidiellum strigatum
Anthidie naine
Espèce
Synonymes
- Anthidium minusculum Nylander, 1852[1]
- Anthidium strigatum (Panzer, 1802)[1]
- Trachusa strigata Panzer, 1802[1]

Anthidiellum strigatum, qui a pour nom commun Anthidie naine, est une espèce d'hymenoptères de la famille des abeilles.

## Description
La longueur du corps est de 5 à 7 mm. Le corps a une forme de guêpe, des marques noires et jaunes, les pattes sont jaunes. Les femelles ont une une brosse ventrale blanc cassé à jaune et plus de parties noires sur la tête.

## Répartition
L'espèce vit en Europe centrale et méridionale, au nord de la Finlande. En dehors de l'Europe, elle est présente en Asie occidentale, à l'est du Tadjikistan et en Afrique du Nord. Dans les Alpes, l'espèce est présente jusqu'à 2 000 m d'altitude. Dans le nord de l'Allemagne, elle est absente ou rare, tandis que dans le sud et l'est de l'Allemagne, elle est relativement courante.
Son habitat est principalement constitué des forêts de pins sur des sols sablonneux, mais aussi des clairières forestières, des pentes, des carrières, des sablières et des gravières, des prairies sèches, des jardins et des parcs.

## Comportement

### Habitat
L'espèce aimant la chaleur construit de petites alvéoles en résine, en particulier en résine de pin, comme cellules pour le couvain. Ces cellules se terminent par une sorte de tube fin et ouvert qui sert à la ventilation. Les cellules sont généralement collées sur le côté des pierres qui fait face au soleil, la plupart du temps directement au-dessus du sol, mais aussi sur des troncs d'arbres ou des tiges de plantes. Les nids sont souvent camouflés avec des morceaux d'écorce.

### Alimentation
L'espèce est polylectique, elle recueille le pollen de nombreuses plantes différentes. Elle vole de la mi-juin à septembre Les abeilles hivernent sous forme de larves au repos dans un cocon. Les larves et les adultes se nourrissent de pollen et de nectar.
Elle butine les plantes Ballota acetabulosa, Centaurea solstitialis, Centaurea virgata, Ceratonia siliqua, Cistus creticus, Crepis foetida, Crepis micrantha (de), Cucumis sativus, Cynodon dactylon, Eryngium campestre, Gomphrena globosa, Heliotropium hirsutissimum, Linaria vulgaris, Lotus corniculatus, Lythrum salicaria, Melilotus officinalis, Peganum harmala, Pinus halepensis, Rhus coriaria, Rubus ulmifolius, Satureja thymbra, Scabiosa atropurpurea, Stachys cretica, Thymbra capitata, Thymus serpyllum, Vitex agnus-castus.